# عوارض مكتسبة
العوارض المكتسبة هي التي يكون لكسب العباد مدخل فيها بمباشرة الأسباب، كالسكر، أو بالتقاعد عن المزيد، كالجهل.